# Fratelli Pinzón

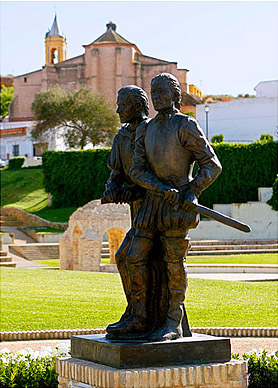
Statua dei fratelli Pinzón, a Palos de la Frontera

I fratelli Pinzón erano tre navigatori ed esploratori spagnoli nativi di Palos de la Frontera. Tutti e tre, Martín Alonso, Francisco Martín e Vicente Yáñez, presero parte alla prima spedizione di Cristoforo Colombo nel Nuovo Mondo. Molti storici li ritengono importanti per aver partecipato integralmente alla spedizione, anche se hanno ricevuto pochi riconoscimenti per il lavoro fatto.

## Biografia
I fratelli Pinzón nacquero a Palos, in Spagna. Martín Alonso Pinzón, il fratello maggiore, nacque nel 1441, mentre Vicente Yáñez, il minore, nel 1460. Questi uomini crebbero nella loro città natale diventando pescatori e navigatori. Il loro lavoro permise alla comunità di prosperare, e per questo attirarono l'attenzione del re.
Nel 1491 re e regina stavano organizzando una spedizione in India. L'obbiettivo era quello di trovare una rotta sicura via mare per raggiungere le Indie Orientali. La spedizione faticava a trovare supporto. Nonostante il progetto sembrasse una causa persa, la gente iniziò a arruolarsi volontaria dopo che l'ebbero fatto anche i fratelli Pinzón. Nel corso della spedizione, che iniziò il 3 agosto 1492, i Pinzón divennero consiglieri fidati di Colombo. Con il loro aiuto il viaggio divenne un successo. Poco dopo il ritorno, Martín Alonso Pinzón morì. Secondo alcuni lo stesso Colombo l'avrebbe ucciso dopo una discussione sulla divisione dei profitti. Nonostante il motivo sia dubbio, gli storici sanno per certo che morì nel novembre 1493, probabilmente della sifilide contratta durante il viaggio.
Dopo la morte di Martín, Vicente continuò a partecipare a numerose spedizioni. Nel 1499 partì per la costa sudamericana. Colpito da una potente tempesta, raggiunse la costa settentrionale dell'odierno Brasile il 26 gennaio 1500. Pinzón sbarcò sulla costa chiamata Praia do Paraíso, Cabo de Santo Agostinho nello stato di Pernambuco. Secondo il Trattato di Tordesillas (1494), la Spagna non avrebbe potuto reclamarne la sovranità, ma il luogo fu chiamato Cabo de Santa Maria de la Consolación da Pinzón. Avvistò anche il Rio delle Amazzoni, risalendolo per circa 50 miglia. Chiamò questo fiume "Río Santa María de la Mar Dulce", diventando il primo esploratore a scoprirne un estuario. Pinzón viene anche considerato lo scopritore del fiume Oiapoque.
Dopo aver fatto parte di questa ciurma, Vicente divenne governatore di Porto Rico nel 1505. Per tre anni cercò di colonizzare e di sviluppare l'isola. Nel 1508 Ponce de León divenne governatore dell'isola, e Vicente ripartì per una nuova spedizione. Juan Díaz de Solís, che aveva preparato un viaggio per esplorare la costa dell'America centrale, era a capo di questa nuova missione. Dopo due anni Vicente si ritirò dalla vita pubblica, e non si sa nulla della sua vita successiva al 1523. Questo ha portato gli storici a credere che sia morto poco dopo.

## La spedizione di Colombo
Questa famosa spedizione partì il 3 agosto 1492, ma iniziò in realtà alcuni mesi prima. A maggio Colombo giunse a Palos per ispezionare le navi appena costruite. Aveva un disperato bisogno di una ciurma, così si rivolse ai Pinzón chiedendo aiuto. Grazie alla loro influenza, riuscirono a fornire uomini e provvigioni sufficienti per il viaggio. In cambio Martín fu nominato capitano della Pinta e Vicente capitano della Niña. Il 3 agosto la spedizione partì in direzione isole Canarie. All'arrivo le navi si diressero ad ovest, verso quelle che credevano essere le Indie Orientali. Dopo circa un mese le navi raggiunsero il Nuovo Mondo, e per la precisione San Salvador. Il viaggio fu tutt'altro che pacifico. La ciurma quasi si ammutinò a pochi giorni dall'arrivo. Nonostante tutto le navi giunsero intatte il 12 ottobre 1492. Durante la permanenza Colombo perse la sua nave ammiraglia, la Santa María, su uno dei locali banchi di sabbia. Dopo aver passato alcuni mesi sull'isola, Colombo ed i Pinzón partirono per il viaggio di ritorno. Al loro arrivo, nel marzo 1493, Colombo divenne ricco e famoso. Questo fece arrabbiare i fratelli Pinzón che ritenevano di dover meritare lo stesso trattamento.

## Gloria perduta
Nonostante i loro molti contributi alla spedizione di Colombo, i fratelli Pinzón ricevettero pochi riconoscimenti. Parteciparono a varie spedizioni storiche, oltre ad essere molto influenti nella loro città natale. Persero ogni fama, nonostante la loro presenza sia stata necessaria per la scoperta dell'America. In cambio di questa mancata fama, la città di Palos de la Frontera trasformò questi uomini quasi in martiri. Si tengono parate e celebrazioni in loro onore. Per questa città il 12 ottobre non è il Columbus Day, ma il giorno dei Pinzón.